# André Gros

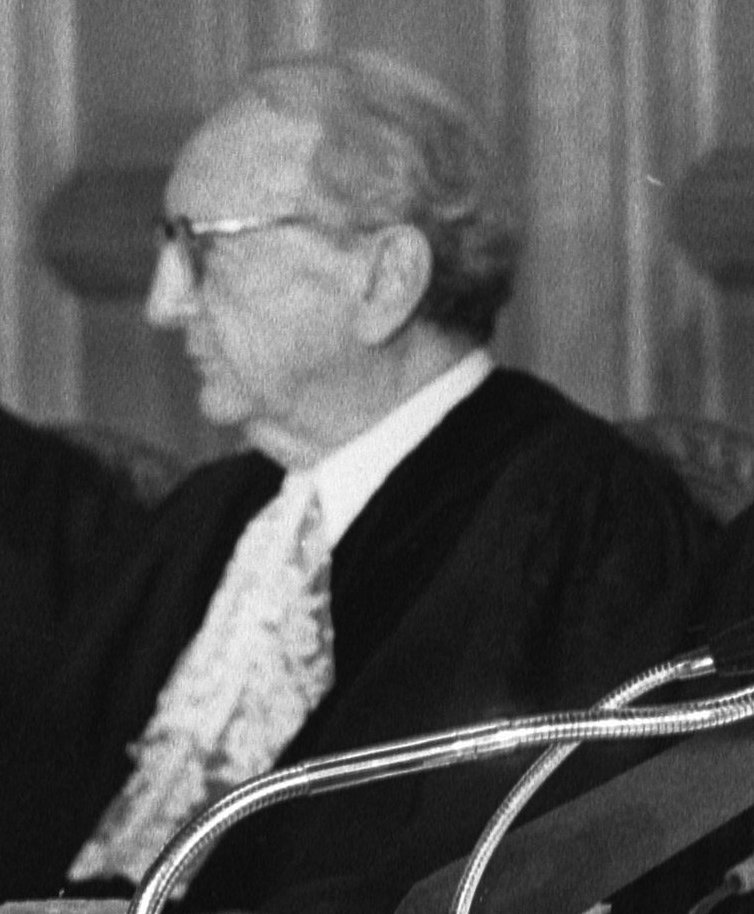
André Gros (1979)

André Gros (* 19. Mai 1908 in Douai; † 22. April 2003) war ein französischer Rechtswissenschaftler, der im Bereich des Völkerrechts wirkte. Er lehrte an der Universität von Rio de Janeiro sowie an der École nationale d’administration und gehörte von 1964 bis 1982 als Richter dem Internationalen Gerichtshof an.

## Leben
André Gros kam 1908 als Sohn eines Staatsanwalts im nordfranzösischen Douai zur Welt. Nach dem Schulbesuch in Bourges studierte er Rechtswissenschaften in Lyon und Paris. 1931 wurde Gros Dozent an der Universität Paris, bevor er 1935 zum außerordentlichen Professor in Nancy und 1937 in Toulouse ernannt wurde. Nach seiner Habilitation 1938 lehrte Gros als Professor für Politologie an der Universität von Rio de Janeiro (1939 und 1940–1942), an der École nationale d’administration (1947–1949 und 1952) und an der Haager Akademie für Völkerrecht (1959).
Daneben war er als Diplomat aktiv. Ab 1939 arbeitete er für das französische Außenministerium und bekleidete dort verschiedene Positionen. So war er ab 1940 Rechtsberater der französischen Botschaft in London, von 1943 bis 1948 Vertreter bei der United Nations War Crimes Commission, 1946 Rechtsberater der französischen Delegation bei der Pariser Friedenskonferenz 1946 sowie von 1947 bis 1963 Rechtsberater des französischen Außenministeriums. Ab 1950 gehörte Gros dem Ständigen Schiedshof in Den Haag an und von 1961 bis 1963 der Völkerrechtskommission der Vereinten Nationen, zu deren erstem Vorsitzenden er 1962 ernannt wurde. Zwei Jahre später wurde er zum Richter an den Internationalen Gerichtshof in Den Haag gewählt und 1973 für weitere neun Jahre in diesem Amt bestätigt. Von 1971 bis 1977 fungierte er außerdem als Mitglied des Schiedsgerichts im Beagle-Konflikt.
André Gros war ab 1940 verheiratet und Vater von zwei Söhnen. Er starb im Jahr 2003.

## Auszeichnungen
André Gros wurde für seine Verdienste als Kommandeur in die französische Ehrenlegion aufgenommen und zum Honorary Bencher (berufenes Seniormitglied) der englischen Anwaltskammer Inner Temple ernannt. Ab 1959 war er Mitglied des Institut de Droit international, dessen 1979 in Athen stattfindende 59. Sitzung er als Präsident leitete. Die Amerikanische Gesellschaft für internationales Recht verlieh ihm 1983 die Ehrenmitgliedschaft.

## Werke (Auswahl)
- Survivance de la raison d'Etat. Dalloz, Paris 1932.
- Les Problèmes politiques de l'Europe: réflexions sur la paix future. Hachette, London 1943.
- Traités et documents diplomatiques. Mit Paul Reuter. Presses universitaires de France, Paris 1960.
- Concerning the Advisory Role of the International Court of Justice. In: Wolfgang Friedmann et al. (Hrsg.): Transnational Law in a Changing Society: Essays in Honor of Philip C. Jessup. Columbia University Press, New York 1972, ISBN 0-231-03619-1, S. 313–324.
- La Recherche du Consensus dans les Décisions de la Cour internationale de Justice. In: Rudolf Bernhardt (Hrsg.): Völkerrecht als Rechtsordnung, internationale Gerichtsbarkeit, Menschenrechte: Festschrift für Hermann Mosler. Springer, Berlin 1983, ISBN 3-540-11720-2, S. 351–358.
- La Cour Internationale de Justice 1946–1986: Les Reflexions d’un Juge. In: Yoram Dinstein, Mala Tabory (Hrsg.): International Law at a Time of Perplexity: Essays in Honour of Shabtai Rosenne. Nijhoff, Dordrecht 1989, ISBN 90-247-3654-4, S. 289–306.